# 岡野弘彦
岡野 弘彦（おかの ひろひこ、1924年〈大正13年〉7月7日 - ）は、日本の歌人。國學院大學名誉教授、日本芸術院会員、文化功労者。文化勲章受章者。
國學院大學文学部教授、國學院大學文学部学部長、國學院大學栃木短期大学学長などを歴任した。

## 来歴

### 生い立ち
三重県一志郡美杉村（現・津市）生まれ。代々神主の家に、父・弘賢の長男として生まれる。川上尋常小学校、神宮皇學館普通科を経て、1948年（昭和23年）國學院大學国文科卒。1957年國學院大學専任講師、1961年に助教授、1969年に教授、1975年からは文学部長。1995年から2007年まで國學院大學栃木短期大学学長。

### 歌人として
1946年（昭和21年）、学生時代から釈迢空（折口信夫）主宰の短歌結社「鳥船社」に入社、1947年（昭和22年）からは折口家に同居、その死を看取った。折口の最後の弟子とも評される。1973年（昭和48年）「人」創刊。1995年から2008年まで読売文学賞選考委員。1999年（平成11年）「岡野弘彦個人雑誌、うたげの座」を編集。
宮中と関わりが深く、1983年から2007年まで宮内庁御用掛として昭和天皇の作歌指南役を務めたほか、皇太子徳仁親王、皇太子妃雅子にも和歌の進講をしており、1979年からは宮中歌会始選者も務めている（2008年まで）。2013年には歌会始の召人も務めた。
2007年（平成18年）に歌集「バグダッド燃ゆ」、第29回現代短歌大賞（現代歌人協会主催）および第22回詩歌文学館賞を受賞。この歌集は、師・釈迢空が第二次世界大戦で、養子の春洋や多くの若者たちを失ったことに対する自分の戦争責任を問い直し、鎮魂をライフワークとしたことに倣い、岡野自身の戦争体験を踏まえ、バグダッドでの止まらない戦禍に深い悲しみを寄せた作品である。
門下に松坂弘、藤井常世、秋山佐和子、海老沢泰久、大谷和子、一ノ関忠人、沢口芙美など。

## 歌風
近年、折口と同様の句読点、空き字等を使用、また長歌と短歌を組み合わせた組歌を発表するなど意欲的な取り組みをしている。伝統的な詠法に則り、定型を守り、調べが清らかで、確立している。

## 受賞歴
- 1967年（昭和42年）『冬の家族』で第11回現代歌人協会賞[4]
- 1972年（昭和47年）『滄浪歌』他で第7回迢空賞[2]
- 1979年（昭和54年）『海のまほろば』で第29回芸術選奨文部科学大臣賞
- 1988年（昭和63年）『天の鶴群』で第39回読売文学賞
- 1998年（平成10年）日本芸術院賞
- 2001年（平成13年）『折口信夫伝 その思想と学問』で第14回和辻哲郎文化賞
- 2007年（平成18年）『バグダッド燃ゆ』で第29回現代短歌大賞および第22回詩歌文学館賞
- 2013年（平成25年）『美しく愛しき日本』で第4回日本歌人クラブ大賞

## 栄典
- 1988年（昭和63年）紫綬褒章[2]
- 1998年（平成10年）勲三等瑞宝章[2]
- 2013年（平成25年）文化功労者[2]
- 2021年（令和3年）文化勲章[2]

## 著書
歌集
- 『冬の家族』角川書店 1967
- 『滄浪歌』 角川書店 1972
- 『石打てば石』(現代歌人叢書 35) 短歌新聞社 1976[5]
- 『海のまほろば』牧羊社 1978／中公文庫 1980
- 『岡野弘彦歌集』(現代歌人文庫 14) 国文社 1979
- 『天の鶴群』不識書院 1988
- 『異類界消息』(現代短歌全集 61) 短歌新聞社 1990
- 『飛天』不識書院 1991
- 『バグダッド燃ゆ』砂子屋書房 2006
- 『美しく愛しき日本』角川学芸出版 2012
- 『岡野弘彦百首』沢口芙美編：本阿弥書店 2018
- 『岡野弘彦全歌集』青磁社 2021

評論・随想集・歌論
- 『折口信夫の晩年』中央公論社 1969／中公文庫 1977
  - 新版 慶應義塾大学出版会 2017[6]
- 『花幾年』牧羊社 1981／中公文庫 1994
- 『神がみの座』淡交社 1985
- 『万葉の歌　人と風土（4） 大和南西部』保育社 1985
- 『華の記憶』淡交社 1989
- 『歌を恋ふる歌』中央公論社 1990／中公文庫 1994
- 『悲歌の時代：祈りと悲しみの歌』講談社学術文庫 1990
- 『万葉秀歌探訪』日本放送出版協会(NHKライブラリー) 1998
- 『折口信夫の記』中央公論社 1996[7]
- 『折口信夫伝　その思想と学問』中央公論新社 2000
  - 文庫化 ちくま学芸文庫 2020
- 『万葉の歌人たち：秀歌のしらべと言葉の力』NHKライブラリー 2005
- 『恋の王朝絵巻：伊勢物語』淡交社 2008
- 『最後の弟子が語る折口信夫』平凡社 2019
- 『伊勢の国魂を求めて旅した人々　今も生きる神話を読み解く』人間社 2022[8]

共著
- 『釈迢空』(短歌シリーズ・人と作品 15) 千勝重次共著、桜楓社 1981
  - 改題『釈迢空全歌集』編著、角川ソフィア文庫 2016

「和歌に宿る魂の力～濃密な心の交流の世界」を収録。2001年秋講演
  - 『永遠の皇室を仰いで』明成社 2008[9]
- 『すばる歌仙』大岡信・丸谷才一と、集英社、2005
- 『祖国』福島泰樹共著、鳥影社 2005
- 『歌仙の愉しみ』大岡信・丸谷才一共著、岩波新書 2008
- 『君たちが日本のためにできること　大学生に伝えたい祖国との絆』 明成社 2011
- 『書物の達人 丸谷才一』菅野昭正編、集英社新書 2014

岡野講演「怪談・俳諧・墓誌」97-124頁.
- 『歌仙 一滴の宇宙』三浦雅士・長谷川櫂共著、思潮社 2015
- 『歌仙 永遠の一瞬』三浦雅士・長谷川櫂・谷川俊太郎・三角みづ紀・蜂飼耳・小島ゆかり共著、思潮社 2019
- 『岡野弘彦インタビュー集　歌は世につれ情は歌につれ』聞き手 小島ゆかり、本阿弥書店 2020

## 校歌作詞
- 佐野日本大学中等教育学校校歌
- 葛飾区立葛美中学校校歌
- 東京都立城東高等学校校歌
- 神奈川県立氷取沢高等学校校歌
- 市邨学園（名古屋経済大学、名古屋経済大学市邨中学校・高等学校、名古屋経済大学高蔵中学校・高等学校）校歌
- 津市立美杉小学校校歌
- 静岡県立伊東高等学校城ケ崎分校校歌
- 福岡県立光陵高等学校校歌